# Sandiacre
Sandiacre è una cittadina di 9 000 abitanti della contea del Derbyshire, in Inghilterra.